# Dominique Bijotat
Dominique Bijotat est un footballeur international français reconverti entraîneur, né le 3 janvier 1961 à Chassignolles dans le département de l'Indre. Il est l'actuel entraîneur adjoint de la Berrichonne de Châteauroux.  

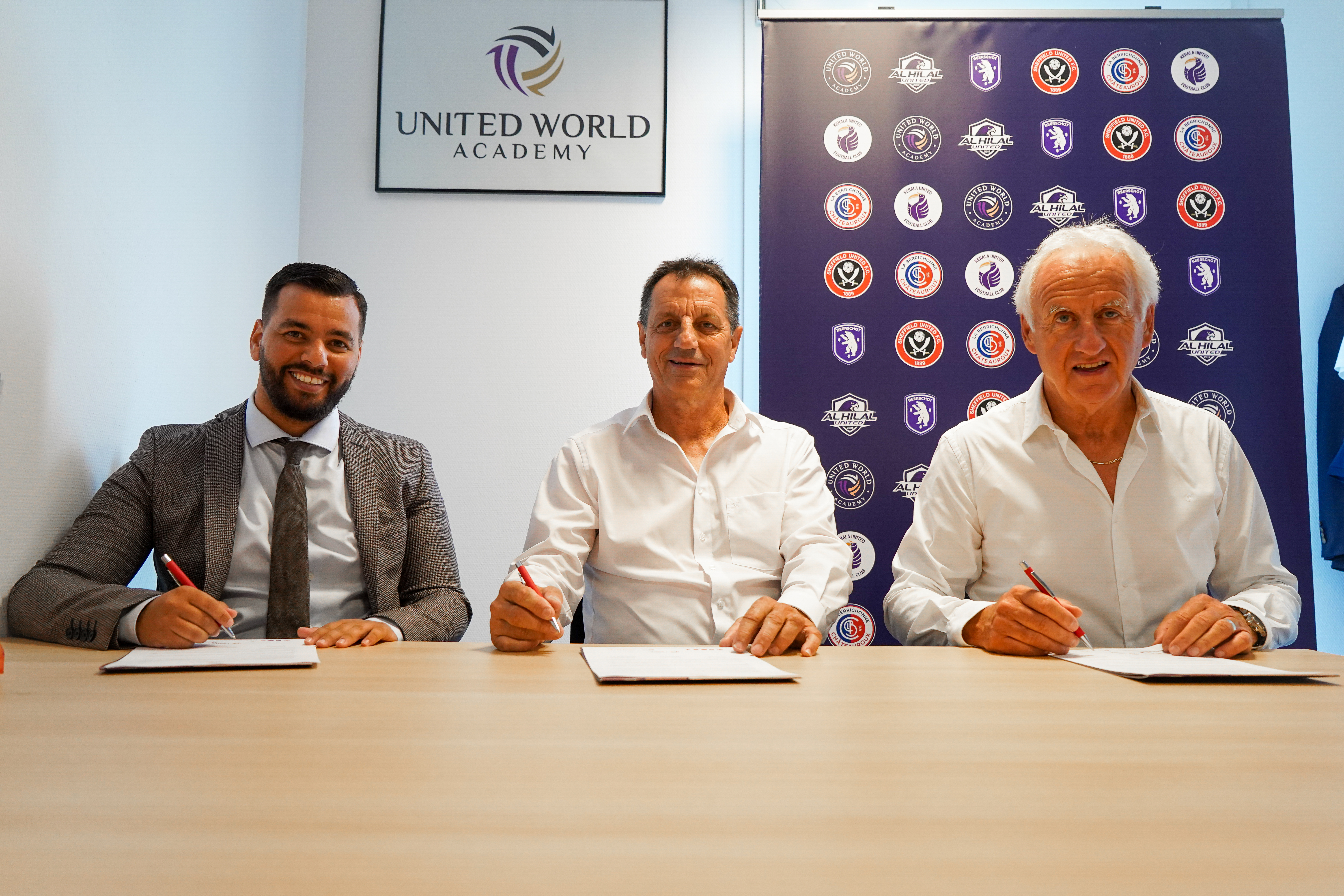
Dominique Bijotat signe en tant qu'entraîneur-chef de la United World Academy

## Biographie
Il est né à Chassignolles (petite commune du département de l'Indre) dans l'ancienne maison d'habitation qui se visite et fait désormais partie du Musée La Maison des Traditions. Dominique Bijotat a deux filles : Cassandre l'aînée et Adelice la cadette. Elles vivent actuellement à Ajaccio. Adelice a participé sans succès à la Saison 5 de The Voice, la plus belle voix.

## Carrière de joueur
Dominique Bijotat commence à pratiquer le football à l'école de football de l'US La Châtre à partir de l'âge de 7 ans, jusqu'à l'âge de 11-12 ans. Ses parents s'installant à Montgivray, Dominique Bijotat y poursuit son apprentissage du jeu. Il y reste jusqu'en cadets 1re année, avant que MM. Muro et Benali, recruteurs de l'AS Monaco, ne le fassent signer pour le club de la Principauté en 1976. Ils avaient, de peu, précédé les recruteurs du Paris Saint-Germain. Il est champion olympique acquis avec l'équipe de France en 1984, à Los Angeles.

## Carrière d'entraîneur
Entraîneur de l'équipe réserve du RC Lens, il est finaliste du Championnat de France des réserves professionnelles 2000-2001.
Il dirige l'équipe de l'AC Ajaccio de juillet 2002 à septembre 2004.
Lors de la trêve estivale de 2005, Dominique Bijotat effectue un passage éclair d'une quinzaine de jours pendant le mois de juin au Clermont Foot Auvergne.
Il entraîne ensuite l'équipe du FC Sochaux dès le 7 juillet 2005, et à la fin de la saison 2006, il est remercié. 
Il rejoint ensuite la principauté de Monaco, il prend la fonction de directeur du Centre de formation de l'AS Monaco en juillet 2006. Il est démis de ses fonctions en juillet 2008 par Jérôme de Bontin qui vient de prendre la présidence du club.
En décembre 2008, il prend les rênes de l'équipe de La Berrichonne de Châteauroux, en Ligue 2 en remplacement de Christian Sarramagna. Il effectue des débuts satisfaisants, mais par suite de la défaite concédée à domicile face à l'AC Ajaccio (1-2) le 22 décembre 2009, il présente sa démission au président et quitte le club.
Il est nommé entraîneur du FC Metz le 4 juin 2010. Avec Bijotat à sa tête, le club lorrain pourtant prétendant à la montée connait rapidement les profondeurs du classement. À la trêve hivernale, le bilan est très négatif : 8 défaites, 8 nuls pour seulement 3 victoires. Le club pointe à l'avant-dernière place. La fin de saison voit un réveil de l'équipe qui se maintient de justesse en Ligue 2. Lors de sa deuxième saison sur le banc grenat, malgré une première partie de saison correcte, la relégation conclut la saison. À cause d'une seconde partie de championnat catastrophique, le FC Metz est obligé d'aller jouer pour la première fois de son histoire en National pour la saison 2012/2013.
Il est nommé entraîneur de la JS Kabylie en septembre 2015, et démissionne le 13 mars 2016 à la suite des mauvais résultats enregistrés.
Il intègre United World Academy en août 2022 en tant que Head Coach.
Il est nommé entraîneur de La Berrichonne de Châteauroux en décembre 2022 (alors pensionnaire de National 1), club qu'il a déjà entraîné entre 2008 et 2009. 

## Statistiques

### Générales
| Saison                | Club                  | Championnat           | Championnat | Championnat | Coupe(s) nationale(s) | Coupe(s) nationale(s) | Compétition(s) continentale(s) | Compétition(s) continentale(s) | Compétition(s) continentale(s) | France | France | Total | Total |
| Saison                | Club                  | Division              | M.          | B.          | M.                    | B.                    | Comp.                          | M.                             | B.                             | M.     | B.     | M.    | B.    |
| 1979-1980             | AS Monaco             | Division 1            | 6           | 0           | 5                     | 1                     | -                              | -                              | -                              | -      | -      | 11    | 1     |
| 1980-1981             | AS Monaco             | Division 1            | -           | -           | -                     | -                     | -                              | -                              | -                              | -      | -      | 0     | 0     |
| 1981-1982             | AS Monaco             | Division 1            | 26          | 2           | 1                     | 0                     | C3                             | 1                              | 0                              | -      | -      | 28    | 2     |
| 1982-1983             | AS Monaco             | Division 1            | 37          | 4           | 4                     | 0                     | C1                             | 2                              | 0                              | 1      | 0      | 44    | 4     |
| 1983-1984             | AS Monaco             | Division 1            | 32          | 0           | 10                    | 0                     | -                              | -                              | -                              | -      | -      | 42    | 0     |
| 1984-1985             | AS Monaco             | Division 1            | 32          | 2           | 9                     | 0                     | -                              | -                              | -                              | -      | -      | 41    | 2     |
| 1985-1986             | AS Monaco             | Division 1            | 19          | 0           | 1                     | 0                     | C2                             | 1                              | 0                              | -      | -      | 21    | 0     |
| 1986-1987             | AS Monaco             | Division 1            | 33          | 8           | 5                     | 3                     | -                              | -                              | -                              | 1      | 0      | 39    | 11    |
| 1987-1988             | Girondins de Bordeaux | Division 1            | 37          | 1           | 1                     | 0                     | C1                             | 5                              | 0                              | 6      | 0      | 49    | 1     |
| 1988-1989             | AS Monaco             | Division 1            | 13          | 0           | -                     | -                     | C1                             | 1                              | 0                              | -      | -      | 14    | 0     |
| 1989-1990             | AS Monaco             | Division 1            | 6           | 0           | 1                     | 0                     | -                              | -                              | -                              | -      | -      | 7     | 0     |
| 1990-1991             | AS Monaco             | Division 1            | 21          | 0           | -                     | -                     | C3                             | 6                              | 0                              | -      | -      | 27    | 0     |
| 1991-1992             | LB Châteauroux        | Division 2            | 32          | 2           | 3                     | 0                     | -                              | -                              | -                              | -      | -      | 35    | 2     |
| 1992-1993             | LB Châteauroux        | Division 2            | 26          | 0           | 1                     | -                     | -                              | -                              | -                              | -      | -      | 27    | 0     |
| 1993-1994             | LB Châteauroux        | National 1            | -           | -           | -                     | -                     | -                              | -                              | -                              | -      | -      | 0     | 0     |
| Total sur la carrière | Total sur la carrière | Total sur la carrière | 320         | 19          | 41                    | 4                     | -                              | 16                             | 0                              | 8      | 0      | 385   | 23    |

### Matchs internationaux
| Matchs internationaux de Dominique Bijotat | Matchs internationaux de Dominique Bijotat | Matchs internationaux de Dominique Bijotat | Matchs internationaux de Dominique Bijotat | Matchs internationaux de Dominique Bijotat | Matchs internationaux de Dominique Bijotat | Matchs internationaux de Dominique Bijotat                    |
| #                                          | Date                                       | Lieu                                       | Adversaire                                 | Résultat                                   | Compétition                                | Notes                                                         |
| ------------------------------------------ | ------------------------------------------ | ------------------------------------------ | ------------------------------------------ | ------------------------------------------ | ------------------------------------------ | ------------------------------------------------------------- |
| 1                                          | 31 août 1982                               | Parc des Princes, Paris, France            | Pologne                                    | D 0 - 4                                    | Match amical                               | Titulaire, remplacé par Jean-Marc Ferreri à la 46e minute.    |
| 2                                          | 19 août 1986                               | Stade Olympique, Lausanne, Suisse          | Suisse                                     | V 2 - 0                                    | Match amical                               | Titulaire.                                                    |
| 3                                          | 14 octobre 1987                            | Parc des Princes, Paris, France            | Norvège                                    | N 1 - 1                                    | Éliminatoires de l'Euro 1988               | Titulaire.                                                    |
| 4                                          | 18 novembre 1987                           | Parc des Princes, Paris, France            | Allemagne de l'Est                         | D 0 - 1                                    | Éliminatoires de l'Euro 1988               | Titulaire, remplacé par Philippe Fargeon à la 76e minute.     |
| 5                                          | 2 février 1988                             | Stadium, Toulouse, France                  | Suisse                                     | V 2 - 1                                    | Tournoi de France 1988                     | Entre en jeu à la place de Jean-Marc Ferreri à la 80e minute. |
| 6                                          | 5 février 1988                             | Stade Louis-II, Monaco                     | Maroc                                      | V 2 - 1                                    | Tournoi de France 1988                     | Titulaire.                                                    |
| 7                                          | 23 mars 1988                               | Parc Lescure, Bordeaux, France             | Espagne                                    | V 2 - 1                                    | Match amical                               | Titulaire, remplacé par Marcel Dib à la 85e minute.           |
| 8                                          | 27 avril 1988                              | Windsor Park, Belfast, Irlande du Nord     | Irlande du Nord                            | N 0 - 0                                    | Match amical                               | Titulaire.                                                    |

## Palmarès

### En club
- Champion de France en 1982 avec l'AS Monaco
- Vainqueur de la Coupe de France en 1985 avec l'AS Monaco
- Vainqueur de la Coupe des Alpes en 1983 avec l'AS Monaco
- Finaliste de la Coupe de France en 1984 avec l'AS Monaco

### En équipe de France
- 8 sélections entre 1982 et 1988
- Champion olympique en 1984
- Vainqueur du Tournoi de France en 1988

### Distinctions
- Trophées UNFP 2024 : trophée d'honneur pour l'ensemble du groupe, à l'occasion du 40e anniversaire de la victoire de l'équipe de France olympique aux Jeux olympiques d'été de 1984[5],[6].